# گیفتی آچامپونگ
گیفتی آچامپونگ (انگلیسی: Gifty Acheampong؛ زادهٔ ۵ نوامبر ۱۹۹۹) بازیکن فوتبال اهل غنا است.
وی همچنین در تیم ملی فوتبال Ghana U-17 بازی کرده‌است.